# Sa nhân hồi
Sa nhân hồi còn gọi là sa nhân hai hoa, riềng hai hoa (danh pháp hai phần: Wurfbainia schmidtii) là một loài thực vật thuộc họ Gừng (Zingiberaceae). Nó được Karl Moritz Schumann mô tả khoa học lần đầu tiên năm 1902 dưới danh pháp Elettariopsis schmidtii, với mẫu vật thu trong rừng nhiệt đới gần Klong Sarlakpet, Ko Chang, Thái Lan. Năm 1904, François Gagnepain chuyển nó sang chi Amomum. Năm 2018, Jana Leong-Škorničková & Axel Dalberg Poulsen phục hồi chi Wurfbainia và xếp nó trong chi này.
Các tài liệu thực vật học Việt Nam như Phạm Hoàng Hộ (1999) cho rằng tại Việt Nam có loài Amomum biflorum (nay là Wurfbainia biflora), với ghi chép thêm là nó cũng là A. schmidtii Gagn. Tuy nhiên, hiện tại người ta coi Wurfbainia biflora và W. schmidtii là hai loài tách biệt, với W. biflora chỉ có ở bán đảo Mã Lai và Sumatra. Tên gọi khoa học của W. biflora nghĩa là hai hoa, vì thế nếu chúng là các loài khác nhau thì tên gọi sa nhân hai hoa hay riềng hai hoa không nên áp dụng cho W. schmidtii.

## Phân bố
Plants of the World Online cho rằng nó có ở Campuchia, Lào, Thái Lan và Việt Nam.

## Đặc điểm
Sa nhân hồi là loài thân thảo, cao khoảng 1m, mọc lan thành đám rộng nhờ thân rễ mảnh nằm ngang dưới mặt đất. Trên là một thân khí sinh có 15 – 17 lá xếp so le. Phiến lá mỏng, hình thoi, dài 30 – 35 cm, rộng 7 – 10 cm, đầu lá có mũi nhọn dài 2 – 3 cm, mặt dưới rải rác có lông mềm, mép lá có lông mi. Cuống lá dài khoảng 1 cm. Lưỡi lá nhỏ dài 4 – 5 mm, mép có lông mi dài. Cụm hoa là một bông ngắn, dài 4 – 5 cm, mọc từ thân rễ xa gốc thân khí sinh. Mỗi cụm hoa thường có 2 (đôi khi 3) hoa màu trắng, tràng hình ống dài khoảng 4 cm, trên chia 3 thùy; cánh môi hình trứng ngược, có 2 vạch màu đỏ, sau chuyển sang màu vàng chạy từ gốc lên giữa cánh môi. Cụm quả thường chỉ có 1 quả hình cầu, đường kính 1,52 cm, có 3 ô, cuống quả rất ngắn, vỏ quả khi chín màu đỏ nâu, phủ nhiều gai mềm, dài khoảng 1 mm, thưa. Hạt nhiều cạnh, có áo hạt, đường kính khoảng 3 mm. Khi vò lá có mùi thơm.